# 片手に三線を
片手に三線を(かたてにさんしんを)は、1995年10月5日に発売された、ディアマンテスの7枚目のシングル。

## 詳細
- レコーディングには宮沢和史、どんと、新良幸人、小嶋さちほ、BEGINなど沖縄に縁の深い若手ミュージシャンたちが加わっている。
- 第2回世界のウチナーンチュ大会のテーマ曲。
- アルバムケ・ウムンセヤでセルフカバーされた。

## 収録曲
1. 片手に三線を
作詞：ボブ石原、アルベルト城間　作曲：アルベルト城間
2. コンドルは飛んで行く～花祭り
作曲：J.ミチルベルグ、D.A.ロブロス
3. 片手に三線を(カラオケ)